# Guglielmo Massaia
Guglielmo Massaia (9 de junho de 1809 - 6 de agosto de 1889), nascido Lorenzo Massaia , foi um cardeal italiano da Igreja Católica Romana que também foi missionário e frade capuchinho . Seu nome batismal era Lorenzo; ele levou Guglielmo como nome religioso.
Sua causa de canonização deu início à confirmação de sua virtude heróica, permitindo que o Papa Francisco o nomeasse Venerável em 1º de dezembro de 2016.

## Vida
Guglielmo Massaia nasceu em 9 de junho de 1809 no Piemonte como Lorenzo Antonio Massaia.
Ele foi educado pela primeira vez no Collegio Reale em Asti sob os cuidados de seu irmão mais velho Guglielmo, que serviu como um cânone e precentor da Catedral de Asti . Com a morte de seu irmão, ele foi aluno do seminário diocesano em 1824; mas com a idade de dezesseis anos entrou para a Ordem Franciscana dos Capuchinhos , recebendo o hábito em 25 de setembro de 1825. Ele completou os estudos no seminário em 1826. Ele tomou o nome de "Guglielmo" por volta dessa época.
Massaia foi ordenada ao sacerdócio em 16 de junho de 1832 em Vercelli e serviu como diretor espiritual em um hospital em Turim de 1834 a 1836. Ele também serviu como confessor e conselheiro de Giuseppe Benedetto Cottolengo - futuro santo.
Ele foi apontado como um lector de teologia; mas mesmo enquanto ensinava adquiriu fama como pregador e foi escolhido confessor do príncipe Victor Emmanuel , depois rei da Itália, e Fernando, duque de Gênova. A família real do Piemonte teria o indicado em várias ocasiões a uma sé episcopal, mas ele queria se juntar às missões estrangeiras de sua ordem.
Ele obteve seu desejo em 1846. Naquele ano, a Congregação da Propaganda , por exemplo do viajante Antoine d'Abbadie , determinou a criação do Vicariato Apostólico de Galla para o Oromo na Etiópia . A missão foi confiada aos capuchinhos e Massaia foi designada como o primeiro vigário apostólico . Ele recebeu a consagração episcopal em Roma em 24 de maio daquele ano na igreja de San Carlo al Corso.
Em sua chegada à Etiópia, em 1856, ele encontrou o país em estado de agitação religiosa. O chefe titular da Igreja Ortodoxa Etíope, abuna Cirilo III, havia morrido há cerca de 20 anos e havia um movimento entre os cristãos nativos em direção à união com Roma. Massaia, que havia recebido faculdades plenárias do papa Pio IX , ordenou vários sacerdotes nativos para o rito copta ; ele também obteve a nomeação pela Santa Sé de um vigário apostólico para os coptas, e ele mesmo consagrou o missionário Justino de Jacobis a este cargo. Mas esse ato despertou a inimizade do patriarca copta de Alexandria , que enviou um bispo de sua autoria, o abuna Salama III, para a Etiópia.
Como resultado da agitação política que se seguiu, Massaia foi banida do país e teve que fugir sob um nome falso. Em 1850, ele visitou a Europa para ganhar um novo grupo de missionários e meios para desenvolver seu trabalho: ele teve entrevistas com o ministro francês dos Negócios Estrangeiros em Paris e com lorde Palmerston em Londres. Em seu retorno ao Oromos, ele fundou um grande número de missões; ele também estabeleceu uma escola em Marselha para a educação dos meninos Oromo libertados da escravidão; além disso, ele compôs uma gramática da língua Oromo que foi publicada em Marselha em 1867.
Durante seus trinta e cinco anos como missionário, ele foi exilado sete vezes, mas sempre retornou. No entanto, em 1880 ele foi obrigado por problemas de saúde a renunciar a sua missão. Em reconhecimento ao seu mérito, o Papa Leão XIII o elevou ao arcebispo titular de Estaurópolis. Leão XIII também o elevou ao cardinalato em 1884 como cardeal-sacerdote de Ss. Vitale, Gervasio e Protasio.
Ao comando do papa, ele escreveu um relato de seus trabalhos missionários, sob o título, "Eu miei trentacinque anni di missione nell 'alta Etiópia", cujo primeiro volume foi publicado simultaneamente em Roma e Milão em 1883, e o último em 1895. Neste trabalho ele lida não apenas com o progresso da missão, mas com as condições políticas e econômicas da Etiópia como ele as conhecia.
Ele viveu sua última década em um convento dos capuchinhos em Frascati e morreu em 6 de agosto de 1889 às 4h30 da manhã de colapso cardiocirculatório. Seus restos foram enterrados em Frascati após o funeral em 10 de agosto de 1889, celebrado por Ignazio Perrsico, o Arcebispo Titular de Damieta.

## Legado
Em 1940, sua aldeia natal de Piovà foi renomeada Piovà Massaia em sua homenagem. Em 1952, a Itália emitiu um selo comemorativo celebrando sua missão na Etiópia.  Muitas ruas e edifícios na Itália são nomeados após Guglielmo Massaia, por exemplo, a Via Cardinale Guglielmo Massaia em Roma e Turim ou o Museo Etiopico Guglielmo Massaia em Frascati (Roma).
Ele foi o tema do filme biográfico de 1939, Cardeal Messias, dirigido por Goffredo Alessandrini e estrelado por Camillo Pilotto como Massaia. Foi premiado com a Taça Mussolini no Festival de Veneza de 1939 .

## Causa para beatificação
O processo de beatificação teve suas origens em 1914, em que os documentos foram coletados em um processo diocesano que começou em 5 de dezembro de 1941 até uma data desconhecida. O " nihil obstat " (nada contra) foi concedido em 21 de julho de 1987, o que permitiu o início formal da causa de beatificação e a concessão do título de Servo de Deus . 
A Positio foi submetida à Congregação para as Causas dos Santos em 2014, enquanto os historiadores expressaram sua aprovação à causa em uma votação realizada em 21 de outubro de 2014. Papa Francis o chamou de Venerável em 1 de dezembro de 2016 após a confirmação de sua vida de virtude heróica .

## Link Externo
- Massaia, I miei trentacinque anni di missione nell'alta Etiopia; memorie storiche; Analecta Ordinis FF. Min. Capp., V, 291 seq.
  - Volumes 1-4 from Internet Archive
  - Volumes 5-8 from Internet Archive
  - Volumes 9-12 from Internet Archive
- Hagiography Circle
- Cardinam Massaja